# Прва А лига Словеније у кошарци
Прва А лига Словеније у кошарци је највиши ранг кошаркашких такмичења у Словенији. Лига је основана 1991. године након распада СФРЈ и броји 11 клубова.

## Клубови у сезони 2022/23.
- ГГД Шенчур, Шенчур
- Златорог, Лашко
- Крка, Ново Место
- Нутриспоинт Илирија, Љубљана
- Рогашка, Рогашка Слатина
- Терме Олимија, Подчетртек
- Хелиос санси, Домжале
- Хопси, Ползела
- Цедевита Олимпија, Љубљана
- Шентјур, Шентјур
- Шкофја Лока, Шкофја Лока

## Досадашња финала
| Сезона   | Првак                                                                    | Рез. финала                                                              | Вицепрвак                                                                | МВП финала                                                               |
| 1991/92. | Смелт Олимпија (1)                                                       | 3 : 0                                                                    | Оптимизем Постојна                                                       | —                                                                        |
| 1992/93. | Смелт Олимпија (2)                                                       | 3 : 1                                                                    | Словеница Копер                                                          | —                                                                        |
| 1993/94. | Смелт Олимпија (3)                                                       | 3 : 0                                                                    | ТАМ бус Марибор                                                          | —                                                                        |
| 1994/95. | Смелт Олимпија (4)                                                       | 3 : 0                                                                    | Ковињотехна Савињска Ползела                                             | —                                                                        |
| 1995/96. | Смелт Олимпија (5)                                                       | 3 : 1                                                                    | Интериер Кршко                                                           | —                                                                        |
| 1996/97. | Унион Олимпија (6)                                                       | 3 : 0                                                                    | Ковињотехна Савињска Ползела                                             | —                                                                        |
| 1997/98. | Унион Олимпија (7)                                                       | 3 : 0                                                                    | Ковињотехна Савињска Ползела                                             | —                                                                        |
| 1998/99. | Унион Олимпија (8)                                                       | 3 : 0                                                                    | Пивоварна Лашко                                                          | —                                                                        |
| 1999/00. | Крка (1)                                                                 | 3 : 1                                                                    | Пивоварна Лашко                                                          | —                                                                        |
| 2000/01. | Унион Олимпија (9)                                                       | 3 : 0                                                                    | Крка                                                                     | —                                                                        |
| 2001/02. | Унион Олимпија (10)                                                      | 3 : 0                                                                    | Крка                                                                     | —                                                                        |
| 2002/03. | Крка (2)                                                                 | 3 : 2                                                                    | Унион Олимпија                                                           | —                                                                        |
| 2003/04. | Унион Олимпија (11)                                                      | 3 : 0                                                                    | Пивоварна Лашко                                                          | —                                                                        |
| 2004/05. | Унион Олимпија (12)                                                      | 3 : 2                                                                    | Геоплин Слован                                                           | —                                                                        |
| 2005/06. | Унион Олимпија (13)                                                      | 3 : 2                                                                    | Геоплин Слован                                                           | —                                                                        |
| 2006/07. | Хелиос (1)                                                               | 3 : 2                                                                    | Унион Олимпија                                                           | —                                                                        |
| 2007/08. | Унион Олимпија (14)                                                      | 3 : 1                                                                    | Хелиос                                                                   | —                                                                        |
| 2008/09. | Унион Олимпија (15)                                                      | 3 : 0                                                                    | Хелиос                                                                   | —                                                                        |
| 2009/10. | Крка (3)                                                                 | 3 : 2                                                                    | Унион Олимпија                                                           | Смиљан Павич                                                             |
| 2010/11. | Крка (4)                                                                 | 3 : 2                                                                    | Унион Олимпија                                                           | Зоран Драгић                                                             |
| 2011/12. | Крка (5)                                                                 | 3 : 1                                                                    | Унион Олимпија                                                           | Афик Нисим                                                               |
| 2012/13. | Крка (6)                                                                 | 3 : 1                                                                    | Унион Олимпија                                                           | Матјаж Смодиш                                                            |
| 2013/14. | Крка (7)                                                                 | 3 : 2                                                                    | Унион Олимпија                                                           | Јака Клобучар                                                            |
| 2014/15. | Тајфун (1)                                                               | 3 : 1                                                                    | Рогашка                                                                  | Драгиша Дробњак                                                          |
| 2015/16. | Хелиос санс (2)                                                          | 3 : 1                                                                    | Златорог                                                                 | Марјан Чакарун                                                           |
| 2016/17. | Унион Олимпија (16)                                                      | 3 : 1                                                                    | Рогашка                                                                  | Девин Оливер                                                             |
| 2017/18. | Петрол Олимпија (17)                                                     | 3 : 2                                                                    | Крка                                                                     | Девин Оливер (2)                                                         |
| 2018/19. | Сикст Приморска (1)                                                      | 3 : 0                                                                    | Петрол Олимпија                                                          | Марјан Чакарун                                                           |
| 2019/20. | Такмичење је обустављено због пандемије ковида 19. Првак није проглашен. | Такмичење је обустављено због пандемије ковида 19. Првак није проглашен. | Такмичење је обустављено због пандемије ковида 19. Првак није проглашен. | Такмичење је обустављено због пандемије ковида 19. Првак није проглашен. |
| 2020/21. | Цедевита Олимпија (1)                                                    | 3 : 0                                                                    | Крка                                                                     | Кендрик Пери                                                             |
| 2021/22. | Цедевита Олимпија (2)                                                    | 3 : 0                                                                    | Хелиос санси                                                             | Ален Омић                                                                |
| 2022/23. | Цедевита Олимпија (3)                                                    | 3 : 1                                                                    | Хелиос санси                                                             | Јоги Ферел                                                               |
| 2023/24. | Цедевита Олимпија (4)                                                    | 3 : 0                                                                    | Кансаи Хелиос                                                            | Ален Омић (2)                                                            |

### Успешност клубова
| Клуб              | Првак | Вицепрвак                                          |
| ----------------- | --- | -------------------------------------------------- |
| Олимпија Љубљана  | 17 (1992, 1993, 1994, 1995, 1996, 1997, 1998, 1999, 2001, 2002, 2004, 2005, 2006, 2008, 2009, 2017, 2018) | 8 (2003, 2007, 2010, 2011, 2012, 2013, 2014, 2019) |
| Крка              | 7 (2000, 2003, 2010, 2011, 2012, 2013, 2014)                                                              | 4 (2001, 2002, 2018, 2021)                         |
| Цедевита Олимпија | 4 (2021, 2022, 2023, 2024)                                                                                | —                                                  |
| Хелиос санси      | 2 (2007, 2016)                                                                                            | 5 (2008, 2009, 2022, 2023, 2024)                   |
| Шентјур           | 1 (2015)                                                                                                  | —                                                  |
| Приморска         | 1 (2019)                                                                                                  | —                                                  |
| Златорог          | — | 4 (1999, 2000, 2004, 2016)                         |
| Хопси Ползела     | — | 3 (1995, 1997, 1998)                               |
| Слован            | — | 2 (2005, 2006)                                     |
| Рогашка           | — | 2 (2015, 2017)                                     |
| Постојна          | — | 1 (1992)                                           |
| Копер             | — | 1 (1993)                                           |
| Марибор           | — | 1 (1994)                                           |
| Кршко             | — | 1 (1996)                                           |